# Харвис Лејк (Пенсилванија)
Харвис Лејк (енгл. Harveys Lake) град је у америчкој савезној држави Пенсилванија.

## Демографија
По попису из 2010. године број становника је 2.791, што је 97 (-3,4%) становника мање него 2000. године.
| Група             | 2000.         | 2010.         |
| Белци             | 2.824 (97,8%) | 2.715 (97,3%) |
| Афроамериканци    | 4 (0,1%)      | 5 (0,2%)      |
| Азијати           | 11 (0,4%)     | 13 (0,5%)     |
| Хиспаноамериканци | 22 (0,8%)     | 18 (0,6%)     |
| Укупно            | 2.888         | 2.791         |